# Ilona Prokopevnjuk
Ilona Mykolaїvna Prokopevnjuk (in ucraino Ілона Миколаївна Прокопевнюк?; 29 ottobre 1997) è una lottatrice ucraina, specializzata nella lotta libera.

## Palmarès
- Europei

Kaspisk 2018: bronzo nei 62 kg.
Budapest 2022: bronzo nei 62 kg.